# Lepidopterologie

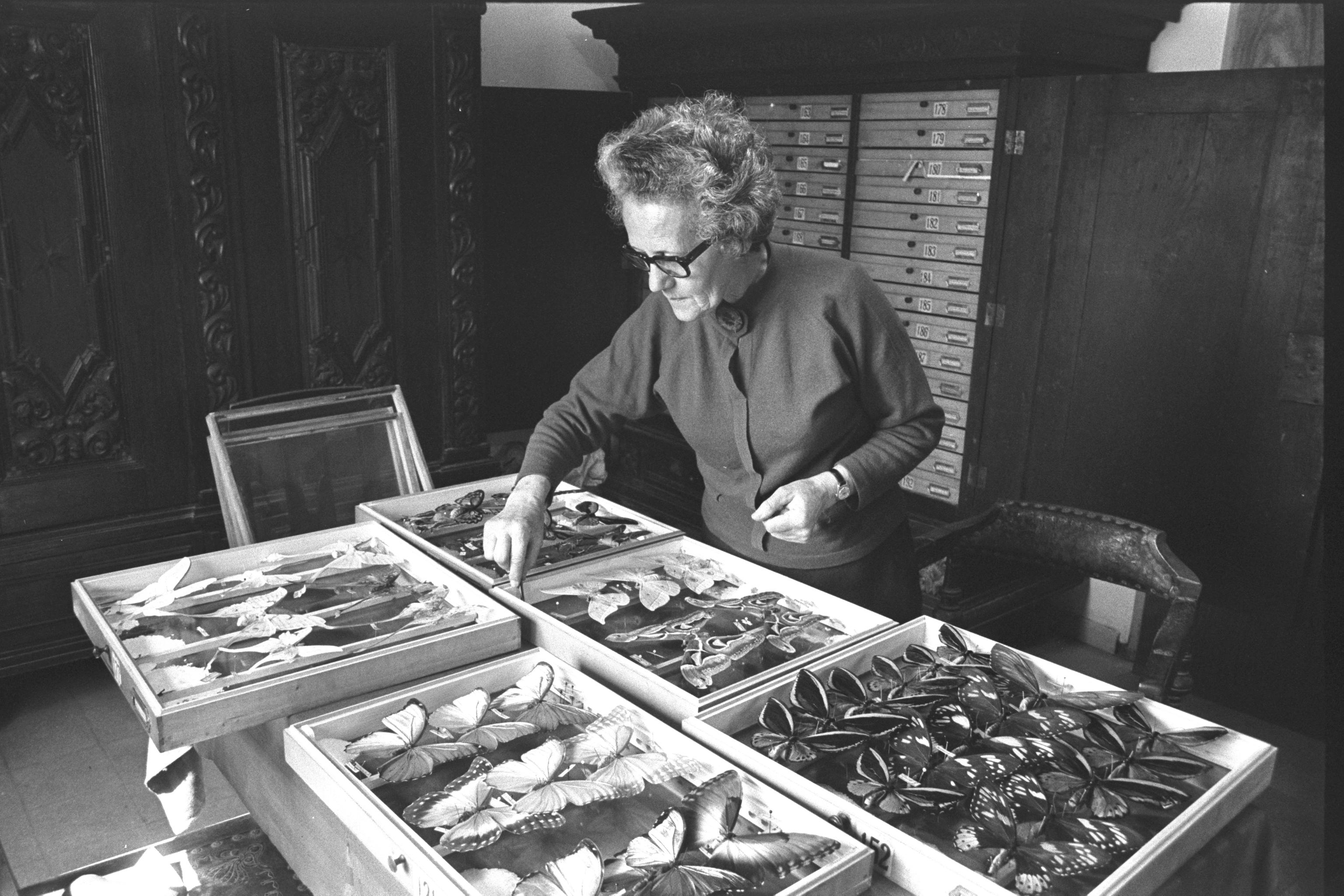

Lepidopterologie je nauka o motýlech (lat. Lepidoptera). Je součástí a jedním z mnoha oborů entomologie. Osoba věnující se lepidopterologii – ať již vědecky, nebo amatérsky – se nazývá lepidopterolog.
Nauka o motýlech patří společně s naukou o broucích (koleopterologií) k nejvíce rozšířeným a nejznámějším oborům entomologie.
Problematikou lepidopterologie se zabývají také sběratelé – jak profesionální, tak amatérští lepidopterologové.

## Lepidopterologie v 50. letech 20. stol. v ČSR
Počátkem 50. let 20. století rozhodovalo Prezidium ČSAV (dnes AV ČR) o vydání monografií Fauna ČSR, resp. Fauna ČSSR. Tehdy prof. Josef Kratochvil (pozdější člen korespondent ČSAV a po roce 1968 akademik) prohlásil, že „sbírání motýlů je spíše filatelie než věda a má zůstat doménou ‘sbíralů’ a ‘jednuškárů’, takže jim nebude věnován žádný ze svazků o hmyzu.“ Tím existenčně nahnal první poválečnou, tedy začínající generaci lepidopterologů do existenčních potíží, kterým bylo možné čelit jen změnou orientace na jiné skupiny hmyzu. Studium motýlů se tak stalo ryze soukromou záležitostí. Neuvěřitelný a bohužel prezidiem sdílený názor se pohyboval na samé hranici biologické negramotnosti, protože se vědělo, že právě denní motýli jsou přímo modelovou skupinou v rozvoji genetiky, že indikují environmentální změny atd. Následky tohoto oficiálního hlediska byly téměř barbarské; jejich grafickou objektivizaci uvádí na straně 48 publikace J. Beneše, M. Konvičky, Z. Frice a kol. Motýli České republiky.

## Lepidopterologové
Seznam vybraných lepidopterologů je řazen abecedně podle příjmení (viz také Kategorie: Lepidopterologové).
- Lajos Abafi, Adolf Adámek, Hynek Albrecht, Sergej Nikolajevič Alferaki, Jules Léon Austaut
- Andreas Bang-Haas, Otto Bang-Haas, Ján Bogsch, Jean-Baptiste Alphonse Dechauffour de Boisduval, Moritz Balthasar Borkhausen, Jozef Bossanyi, Carl Hermann Conrad Burmeister, Edvard Böhm
- Aristide Caradja, Carl Alexander Clerck, Ferdinand Maximilian Karl Leopold Maria Coburg
- Johann Nepomuk Cosmas Michael Denis, Henry Doubleday, Philogène Auguste Joseph Duponchel, Dru Drury
- Eugen Johann Christoph Esper, Eduard Friedrich von Eversmann
- Johann Christian Fabricius, Johann Gotthelf Fischer von Waldheim, Zdeněk Frankenberger, Hans Fruhstorfer, Margaret Fountaine
- Augustus Radcliffe Grote, Achille Guénée
- Moses Harris, Johann Centurius Graf von Hoffmannsegg, Ede Agos Hudák, Johann Siegfried Hufnagel, Jacob Hübner
- Lajos Issekutz
- Martin Konvička
- Jan John, Hynek Alois Joukl
- Henry Bernard Davis Kettlewell, Mieczysław Romuald Krzywicki
- Ferdinand Le Cerf, Carl Linné
- Josef Johann Mann, Johann Wilhelm Meigen
- Vladimir Nabokov, Witold Niesiołowski, Otakar Nickerl, Friedhelm Nippel
- Ferdinand Ochsenheimer
- Ferdinand Albín Pax, Paul Pekarský, Vasilij Petrovský
- Jules Pierre Rambur, Hans Rebel, Andrej Reiprich, Alois Friedrich Rogenhofer, Nikolaj Michajlovič Romanov, Lionel Walter Rothschild, S. A. von Rottemburg, August Johann Rösel von Rosenhof, Josef Fischer von Röslerstamm
- Giovanni Antonio Scopoli, Adalbert Seitz, Karl Schawerda, Ignaz Schiffermüller, Otto Slabý, Arnold Spuler, Otto Staudinger, Hans Ferdinand Emil Julius Stichel, Leo Sheljuzhko
- Georg Friedrich Treitschke, James William Tutt
- Roger Verity
- Edward Wotton
- Philipp Christoph Zeller a mnozí jiní